# Academia Mexicana de la Lengua
Die Academia Mexicana de la Lengua (AML; deutsch Mexikanische Akademie für Sprache) ist eine kulturelle Einrichtung in Mexiko, die die Bewahrung der spanischen Sprache und des mexikanischen Spanisch zur Aufgabe hat. Sie hat ihren Sitz in der Calle Donceles Nr. 66 im historischen Zentrum von Mexiko-Stadt. Nach den Statuten hat sie maximal 36 ordentliche Mitglieder, 18 korrespondierende und je bis zu fünf inländische oder ausländische Ehrenmitglieder. Die Einrichtung ist Mitglied der Asociación de Academias de la Lengua Española.

## Publikationen
Die Academia Mexicana de la Lengua gab 2010 im Verlag Siglo XXI Editores den Diccionario de mexicanismos („Wörterbuch der Mexikanismen“) heraus, der digital kostenlos zugänglich war. Ein Neuauflage war 2022 geplant und steht weiter aus (2025).

## Geschichte
Die Anfänge der Organisation gehen auf das Jahr 1835 zurück, aber sie wurde erst 1875 eingerichtet und hielt ihre ersten offiziellen Sitzungen am 13. April und 11. September desselben Jahres im Haus ihres ersten Bibliothekars Alejandro Arango y Escandón ab. Am 25. September wurde der erste Vorstand gewählt, bestehend aus Joaquín García Icazbalceta (Sekretär), Manuel Peredo (Zensor), José María Roa Bárcena (Schatzmeister) und José María de Bassoco, dem ersten Direktor. Über das Leben und die Tätigkeit der AML wird in verschiedenen Publikationen berichtet, darunter Memorias, deren erste Ausgabe bereits 1876 erschien, und Semblanzas (2004) von José Luis Martínez.

## Direktoren
| Nr. | Name                                  | Zeit           |
| --- | ------------------------------------- | -------------- |
| 1   | José María de Bassoco                 | 1875 – 1877    |
| 2   | Alejandro Arango y Escandón           | 1877 – 1883    |
| 3   | Joaquín García Icazbalceta            | 1883 – 1894    |
| 4   | José María Vigil                      | 1894 – 1909    |
| 5   | Ignacio Mariscal Fagoaga              | 1909 – 1910    |
| 6   | Justo Sierra Méndez                   | 1910 – 1912    |
| 7   | Joaquín Demetrio Casasús              | 1912 – 1916    |
| 8   | José López Portillo y Rojas           | 1916 – 1923    |
| 9   | Federico Gamboa Iglesias              | 1923 – 1939    |
| 10  | Alejandro Quijano                     | 1939 – 1957    |
| 11  | Alfonso Reyes Ochoa                   | 1957 – 1959    |
| 12  | Francisco Monterde García Icazbalceta | 1960 – 1972    |
| 13  | Agustín Yáñez Delgadillo              | 1973 – 1980    |
| 14  | José Luis Martínez Rodríguez          | 1980 – 2002    |
| 15  | José G. Moreno de Alba                | 2003 – 2011    |
| 16  | Jaime Mario Labastida Ochoa           | 2011 – 2019    |
| 17  | Gonzalo Celorio Blasco                | 2019 – aktuell |